# Keleti síkvidéki gorilla
A keleti síkvidéki gorilla (Gorilla beringei graueri) a keleti gorilla három alfajának egyike, mely vadon ma már csak a Kongói Demokratikus Köztársaság keleti részén fekvő erdőkben él.

## Megjelenése
Ennek a fajnak a felépítése sokkal robusztusabb, mint a nyugati síkvidéki gorilláé, törzse szélesebb, fogai hosszabbak, állkapcsa erősebb. Szőrzete fekete, mely a hímeknél, koruk előrehaladatával, más gorillákhoz hasonlóan ezüstösszürkére változik.

## Élőhelye és táplálkozása
A keleti síkvidéki gorilla elsősorban növényevő, táplálékának nagy részét levelek teszik ki. Megfigyelték, hogy egy növényről csak néhány levelet fogyaszt el,  lehetővé téve ezzel a növény továbbélését. Elfogyasztja a gyümölcsöt, magvakat, bambuszrügyeket és rovarokat is.

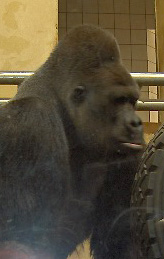
Keleti síkvidéki gorilla

## Testmérete
A keleti síkvidéki gorilla a legnagyobb élő főemlős. A vadon élő felnőtt hím gorilla súlya meghaladhatja a 225 kg-ot, magassága a 183 cm-t, a fogságban tartott állatok még ennél is nagyobb tömeget érhetnek el.

## Viselkedése
A keleti síkvidéki gorilla békés és szociális lény, 5-30 fős csoportokban él. A csoportokban a nőstényeken és a kölykökön kívül általában egy ezüsthátú hím és néhány nem domináns hím él. Az ezüsthátú hím a csoport domináns vezetője (alfa hím). Ők vezetik a csoportot élelemszerzésük során, és ők védik a csoport tagjait veszély esetén. Ivarérettségüket elérve a hímek fokozatosan eltávolodnak csoportjuktól, ilyenkor egy ideig általában más fiatal hímek társaságában élnek, amíg nem képesek maguk is nőstényekkel csoportot alakítani.

## Szaporodása
A nőstény gorilla 8 és fél hónapos vemhesség után ad életet egy vagy két kölykének. Az anya a kölyköt 12 hónapos koráig szoptatja. A kölyökgorillák 9 hetes korukban már másznak. 35 hetes korukban járnak. A kölykök 3-4 éves korukig maradnak anyjukkal, ivarérettségüket 11-12 éves korukban érik el.

## Külső hivatkozások
- A faj szerepel a Természetvédelmi Világszövetség Vörös Listáján. IUCN. (Hozzáférés: 2013. január 21.)
- ARKive - images and movies of the eastern gorilla (Gorilla beringei)
- A keleti síkvidéki gorillák száma 5000-re csökkent National Geographic, 2004. március